# Connettoma

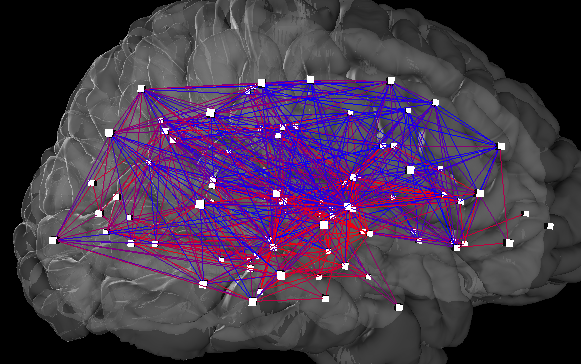
Connettoma

Il connettoma è una mappa completa delle connessioni neurali del cervello.
Lo studio dei connettomi, conosciuto come connettomica, consente la mappatura del sistema nervoso di un organismo a diverse scale di dettaglio. Su microscala la mappatura viene effettuata a livello di neuroni e sinapsi, su macroscala descrive invece la connettività strutturale e funzionale tra aree corticali e strutture subcorticali dell'encefalo.

## Origini
Il termine connettoma (connectome) è stato coniato nel 2005 dai ricercatori Dr. Olaf Sporns e Dr. Patric Hagmann in riferimento alla mappa delle connessioni cerebrali. La definizione è stata proposta indipendentemente dai due scienziati ed ispirato dagli studi sul sequenziamento del genoma umano. 
To understand the functioning of a network, one must know its elements and their interconnections. [...] We propose to call this dataset the human "connectome," and we argue that it is fundamentally important in cognitive neuroscience and neuropsychology. The connectome will significantly increase our understanding of how functional brain states emerge from their underlying structural substrate, and will provide new mechanistic insights into how brain function is affected if this structural substrate is disrupted.

## Metodi

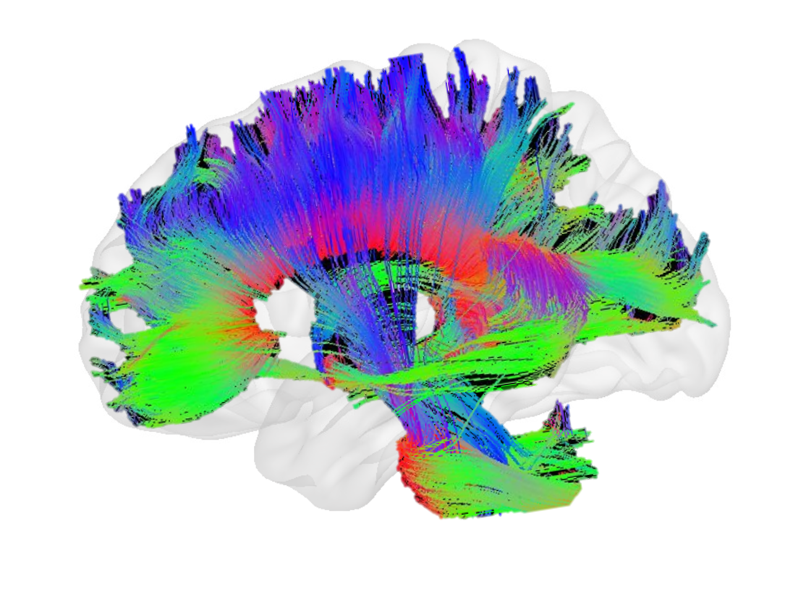
Trattografia dei fasci di materia bianca del cervello umano derivata da MRI-DTI - Piano Sagittale

Con il termine connettoma si è originariamente definita la mappatura delle connessioni strutturali dell'encefalo. Tuttavia il termine è stato esteso per considerare anche la mappatura delle interazioni funzionali tra le aree cerebrali che costituiscono il connettoma funzionale.
Dal punto di vista strutturale la costruzione del connettoma considera come indici di connettività i fasci di materia bianca cerebrale. Su scala macroscopica, la risonanza magnetica pesata in diffusione è la metodica di riferimento per la costruzione del connettoma strutturale. Nello specifico, la stima delle connessioni è effettuata principalmente tramite trattografia a partire da dati raccolti con imaging con tensore di diffusione (DTI).
Il connettoma funzionale può essere macroscopicamente definito a partire da misure effettuate con risonanza magnetica funzionale ed elettroencefalografia. In questo caso le connessioni rappresentano dipendenze statistiche, generalmente correlazioni, tra le serie temporali delle aree cerebrali interagenti.
Il connettoma può essere studiato mediante rappresentazione network-based e tramite l'analisi dei grafi. A livello macroscopico gli elementi costituenti, nodi del grafo, sono identificati come aree cerebrali definite in base ad anatomia o funzione. Analogamente le connessioni rappresenteranno relazioni strutturali o funzionali tra coppie di nodi.

### Connettogramma
Il connettoma viene rappresentato matematicamente in forma matriciale. Una rappresentazione più diretta e graficamente efficace è resa possibile dal connettogramma. Questa rappresentazione, già nota nel campo della genomica, consiste in un diagramma circolare su cui sono mappati i nodi del sistema (e.g., aree cerebrali) connessi tra loro da archi.